# Nadzy i martwi (powieść)
Nadzy i martwi (ang. The Naked and the Dead) – powieść amerykańskiego pisarza Normana Mailera, opublikowana w 1948. Fabuła utworu oparta została częściowo na doświadczeniach pisarza z czasów II wojny światowej i walk w rejonie Pacyfiku. Opowiada o plutonie liczącym 13 żołnierzy, stacjonującym na wyspie  Anopopei. Posługując się techniką zbliżoną do dziennikarskiego reportażu, Mailer przedstawia poszczególnych bohaterów metodą retrospekcji. W 1958 powieść została sfilmowana. Na język polski utwór przełożył Jan Zakrzewski. Przekład ukazał się w 1957 nakładem Państwowego Instytutu Wydawniczego.